# Той, що танцює з вовками
«Той, що танцю́є з вовка́ми» або «Танці з вовками» (англ. Dances With Wolves) — історичний драматичний фільм. Прем'єра відбулася 19 жовтня 1990 року у Вашингтоні. Режисер і виконавець головної ролі Кевін Костнер працював над фільмом понад п'ять років. Більшість діалогів у фільмі ведеться мовою племені Лакота — одному з діалектів американських індіанців народу сіу — і супроводжується субтитрами.  На 1 березня 2024 року фільм займав 250-ту позицію у списку 250 кращих фільмів за версією IMDb.
Український переклад фільму зробили Студія Мова (на замовлення ТРК Україна) та канал 2+2.

## Сюжет
Дія фільму відбувається в США за часів Громадянської війни. Лейтенант американської армії Джон Данбар після поранення в бою просить перевести його на нове місце служби ближче до західного кордону США. Місце його служби — віддалений маленький форт. Попутник Данбара загинув у сутичці з індіанцями, а безпосередній командир покінчив життя самогубством. Данбар цього не знає і щодня чекає звісток. Але людей, які знають, що Данбар залишився один у форті й повинен вижити в умовах суворої природи й в сусідстві з удавано негостинними корінними мешканцями Північної Америки, просто не залишилося. Здавалося, він покинутий усіма.
Данбар стикається з представниками мандрівного племені індіанців сіу. Спочатку біла людина й індіанці розділені бар'єром мови та культури. Але поступово вони починають знаходити спільну мову. У племені живе біла жінка на ім'я "Та, що стоїть з кулаком", що потрапила в плем'я дитиною і виросла індіанкою. Вона трохи пам'ятає мову білих і, як може, допомагає зближенню героя і племені. Данбара тягне до індіанців, до їхньої близькості з природою, оригінального способу життя і думок, їхнього душевного контакту один з одним і загальної гармонії життя. У нього з'являються друзі — шаман племені "Разючий птах", вождь "Десять ведмедів" і воїн "Вітер у його волоссі". Індіанці, за своїм звичаєм, дають ім'я людині з якогось прикметного епізоду з її життя. Якось вони побачили, що Данбар грається з прирученим ним вовком, і тоді він отримав власне ім'я — "Той, що танцює з вовками". Після того як він допоміг племені знайти стадо бізонів, "Той, що танцює з вовками", стає повноцінним членом племені. Через певний час він одружився з "Тією, що стоїть з кулаком".
Але попереднє життя і західна цивілізація постійно нагадують про себе. "Тому, що танцює з вовками", і його дружині необхідно ухвалити рішення — залишитися з плем'ям чи піти геть.
У той час, як індіанці намагаються зрозуміти небезпеку приходу великої кількості білих людей, ті, грубі та жорстокі, озброєні рушницями, починають займати навколишні землі.

## В ролях
- Кевін Костнер — лейтенант Джон Данбар / Той, що танцює з вовком
- Мері Макдоннелл — Та, що стоїть з кулаком (англ. Stands With A Fist)
- Ґрем Ґрін — Разючий птах (англ. Kicking Bird)
- Родні Грант — Вітер у його волоссі (англ. Wind In His Hair)
- Флойд Вестерман — Десять ведмедів (англ. Ten Bears)
- Вес Стьюді — вождь пауні
- Стів Рівіс — Сіокс

## Музичне оформлення
Основна стаття: Dances with Wolves (саундтрек)

## Збори
У прокат в США фільм випущений 21 листопада 1990 року. «Той, що танцює з вовками» був надзвичайно популярним і зібрав у прокаті в США 184 млн доларів, а по всьому світові 424 млн доларів.

## Премії та нагороди
«Той, що танцює з вовками» відзначений найпрестижнішими преміями й увійшов до золотого фонду світового кінематографа. На 63-й церемонії вручення премії «Оскар», що відбулася 25 березня 1991 року в Лос-Анджелесі (США), фільм був номінований у дванадцяти категоріях, сім з яких він виграв. Фільм виграв найпрестижнішу номінацію і був визнаний найкращим фільмом 1990 року.
Нагороди:
- Премія «Оскар» за найкращий фільм, 1990 — Джим Вілсон і Кевін Костнер
- Премія «Оскар» за найкращу режисерську роботу, 1990 — Кевін Костнер
- Премія «Оскар» за найкращий адаптований сценарій, 1990 — Майкл Блейк
- Премія «Оскар» за найкращу операторську роботу, 1990 — Дін Семлер
- Премія «Оскар» за найкращий монтаж, 1990 — Нейл Тревіс
- Премія «Оскар» за найкращий звук, 1990 — Рассел Вільямс II, Джефрі Перкінс, Білл В. Бентон та Грегорі Х. Уоткінс
- Премія «Оскар» за найкращу музику до фільму, 1990 — Джон Баррі
- Премія «Золотий глобус» за найкращий фільм — драма, 1990 — Кевін Костнер (режисер) і Джим Вілсон (продюсер)
- Премія «Золотий глобус» за найкращу режисерську роботу, 1990 — Кевін Костнер
- Премія «Золотий глобус» за найкращий сценарій, 1990 — Майкл Блейк
- «Срібний ведмідь» Берлінського кінофестивалю «Видатне персональне досягнення» — Кевін Костнер — за продюсування / постановку / режисуру
- Премія «Греммі» за найкращу інструментальну композицію, написану для кінофільму чи телебачення, 1992 — Джон Баррі
- Премії Національної ради кінокритиків США за найкращий фільм і найкращу режисуру, 1990
- Премія Гільдії сценаристів США за найкращий сценарій, заснований на іншому джерелі, 1991 — Майкл Блейк
- Премія Гільдії режисерів США за видатний внесок режисерський, 1991

Номінації:
- Номінований на Премію «Оскар» за найкращу чоловічу роль — Кевін Костнер
- Номінований на Премію «Оскар» за найкращу чоловічу роль другого плану — Грехем Грін
- Номінований на Премію «Оскар» за найкращу жіночу роль другого плану — Мері Макдоннелл
- Номінований на Премію «Оскар» за найкращу роботу художника-постановника — Джефрі Бікрафт та Ліза Дін
- Номінований на Премію «Оскар» за найкращий дизайн костюмів — Еліза Зампареллі
- Номінований на 9 премій Британської кіноакадемії
- Номінований на приз «Золотий ведмідь» Берлінського кінофестивалю
- Номінований на премію «Сезар» за найкращий зарубіжний фільм
- Номінований на премію «Золотий глобус» за оригінальну музику (Джон Баррі), чоловічу роль в драмі (Кевін Костнер), жіночу роль другого плану (Мері Макдоннелл)

Рейтинги:
Фільм входить у наступні рейтинги Американського інституту кіномистецтва:
- 1998 — 100 найкращих американських фільмів за 100 років за версією AFI # 75
- 2006 — 100 найбільш надихаючих американських фільмів за 100 років за версією AFI # 59